# Kateksja
Kateksja czyli wybór obiektu popędu – proces inwestycji energii w działanie lub wyobrażenie, które zaspokaja popęd.